# Joan Armatrading
Joan Anita Barbara Armatrading (Basseterre, 9 dicembre 1950) è una cantante, chitarrista e compositrice britannica nata a Saint Kitts e Nevis. Nel corso della carriera, la sua musica ha visitato diversi stili e generi musicali; ha ricevuto tre candidature per il Grammy Award e due per il BRIT Award. Nel 1996 le è stato assegnato l'Ivor Novello Award per l'«eccezionale raccolta di canzoni contemporanee». È stata la prima musicista britannica, sia maschile che femminile, a raggiungere la prima posizione nella classifica di Billboard per gli album di blues.

## Biografia
Laureata in Storia, ha ottenuto un discreto successo negli anni settanta con canzoni folk, per poi cambiare registro negli anni ottanta, orientandosi verso un pop elaborato, influenzato anche dal reggae, dal jazz e dal rhythm & blues. I suoi testi, decisamente introspettivi, fanno quasi sempre riferimento agli stati emotivi dell'individuo, e alle gioie e alle difficoltà nei rapporti sentimentali.
Dal 2001 è Dama dell'Ordine dell'Impero Britannico.
Nel 2023 è stata invitata alla cerimonia dell'incoronazione di re Carlo III e della regina Camilla.

## Vita privata
Joan Armatrading è lesbica dichiarata. Secondo quanto riportato da Shetland News, nel 2011 sono state esposte le pubblicazioni per l'unione civile con Maggie Butler, la donna di cui era già compagna.

## Discografia

### Album in studio
- 1972 - Whatever's for Us (Cube Records/A&M)
- 1975 - Back to the Night (A&M)
- 1976 - Joan Armatrading (A&M)
- 1977 - Show Some Emotion (A&M)
- 1978 - To the Limit (A&M)
- 1980 - Me Myself I (A&M)
- 1981 - Walk Under Ladders (A&M)
- 1983 - The Key (A&M)
- 1985 - Secret Secrets (A&M)
- 1986 - Sleight of Hand (A&M)
- 1988 - The Shouting Stage (A&M)
- 1990 - Hearts and Flowers (A&M)
- 1992 - Square the Circle (A&M)
- 1995 - What's Inside (RCA)
- 2003 - Lovers Speak (Telstar Records/Denon)
- 2007 - Into the Blues (Hypertension/429 Records)
- 2010 - This Charming Life (Hypertension/429 Records)
- 2012 - Starlight (Hypertension/429 Records)
- 2018 - Not Too Far Away (BMG)
- 2021 - Consequences (BMG)

### Album dal vivo
- 1979 - Steppin' Out (A&M)
- 2004 - Live: All the Way from America (Savoy)
- 2011 - Live at Royal Albert Hall (429 Records)
- 2016 - Me Myself I World Tour (429 Records)
- 2022 - Live at Asylum Chapel (BMG)

### Raccolte
- 1983 - Track Record (A&M)
- 1987 - Classics Volume 21 (A&M)
- 1987 - The Collection (Box Set) (A&M)
- 1991 - The Very Best of Joan Armatrading (A&M)
- 1996 - Love & Affection (A&M)
- 1997 - Joan Armatrading (A&M)
- 1998 - The Collection (Spectrum Music)
- 2000 - The Best of Joan Armatrading (A&M)
- 2000 - Millennium Edition (A&M)
- 2001 - Classic (A&M)
- 2003 - Love and Affection: Classics (1975-1983) (A&M)
- 2007 - Willow: The Joan Armatrading Collection (Spectrum Music)
- 2013 - Love and Affection: The Very Best of (Spectrum Music)
- 2017 - Love and Affection: The Essential Joan Armatrading (Spectrum Music)
- 2017 - 5 Classic Albums (Box Set) (Spectrum Music)

### EP
- 1979 - How Cruel (A&M)
- 2016 - The Tempest Songs (429)

## Premi e riconoscimenti
- Ivor Novello Awards
  - 1996 - nella categoria "An Outstanding Contemporary Song Collection"[4]
- BASCA
  - 2011 - nella categoria "Golden Badge Award"[7]
- BBC Radio2 Folk Awards
  - 2016 - nella categoria "Lifetime Achievement Award"[8]

Candidature
- Grammy Awards
  - 1981 - candidatura al Grammy Award alla miglior interpretazione vocale rock femminile per How Cruel[2]
  - 1984 - candidatura al Grammy Award alla miglior interpretazione vocale rock femminile per The Key[2]
  - 2008 - candidatura al Grammy Award al miglior album blues contemporaneo per Into the Blues[2]
- BRIT Award
  - 1987 - candidatura al BRIT Award alla miglior artista solista femminile britannica[3]
  - 1996 - candidatura al BRIT Award alla miglior artista solista femminile britannica[3]